# Barbara Howard
Barbara Howard, grevinna av Suffolk, född 1622, död 13 december 1680, var en engelsk hovfunktionär. Hon var första hovdam eller överhovmästarinna, med titeln First Lady of the Bedchamber, hos Englands drottning Katarina av Bragança 1662–1680. 
Barbara Howard var dotter till Edward Villiers och gifte sig först med Richard Wenman, därefter Sir Richard Wentworth och slutligen, år 1650, med James Howard, 3rd Earl av Suffolk. Hon var faster till Barbara Villiers, hertiginna av Cleveland. 
Hon utsågs 1662 till första hovdam och chef över de övriga fem hovdamerna som utnämndes till Englands blivande drottning inför dennas ankomst, och tillhörde det följe som välkomnade Katarina då hon anlände till England från Portugal. Det var hon som övertalade Katarina att börja klä sig i engelsk stil. Som första hovdam var hon en synlig gestalt i offentligheten då hon åtföljde drottningen vid alla större högtider och skötte Katarina under dennas sjukdomsperioder. Hon stod gudmor för Charles FitzRoy, 2:e hertig av Cleveland.